# گرسنبرگ
گرسنبرگ (به آلمانی: Gressenberg) یک منطقهٔ مسکونی در اتریش است که در دویچلندسبرگ واقع شده‌است. گرسنبرگ ۳۴٫۷۸ کیلومتر مربع مساحت دارد ۱٬۲۴۷ متر بالاتر از سطح دریا واقع شده‌است.